# Gilbert Spur
Der Gilbert Spur (englisch; bulgarisch рид Гилбърт rid Gilbart) ist ein größtenteils vereister, in nord-südlicher Ausrichtung 3,9 km langer, 2,3 km breiter und bis zu 1900 m hoher Gebirgskamm im westantarktischen Ellsworthland. Im südlichen Teil der Sentinel Range im Ellsworthgebirge ragt er 2,1 km südlich des Chaplin Peak, 8,5 km südwestlich des Mount Strybing, 10,5 km südwestlich des Mount Liptak und 11,7 km östlich bis nördlich des Mount Fisek am Zusammenfluss von Bender- und Nimitz-Gletscher auf.
US-amerikanische Wissenschaftler kartierten ihn 1961 und 1988. Die bulgarische Kommission für Antarktische Geographische Namen benannte ihn 2014 nach Joseph Gilbert (1732–1821), Schiffsführer der HMS Resolution bei der zweiten Südseereise (1772–1775) des britischen Seefahrers James Cook.